# Chasminodes albonitens
Chasminodes albonitens är en fjärilsart som beskrevs av Bremer 1861. Chasminodes albonitens ingår i släktet Chasminodes och familjen nattflyn. Inga underarter finns listade i Catalogue of Life.